# Camanche, Iowa
Camanche là một thành phố thuộc quận Clinton, tiểu bang Iowa, Hoa Kỳ. Năm 2010, dân số của thành phố này là 4448 người.

## Dân số
Dân số qua các năm:
- Năm 2000: 4215 người.
- Năm 2010: 4448 người.